# Krukenberg-Tumor

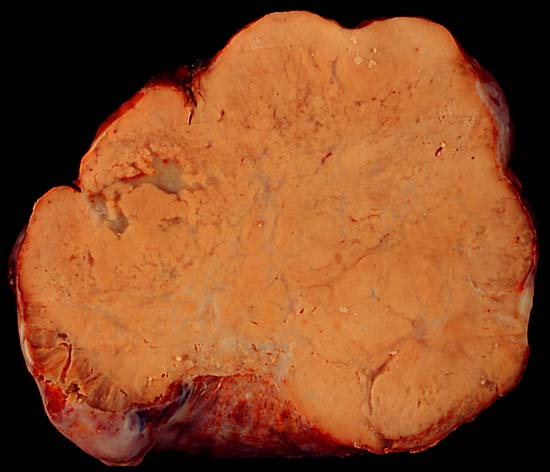
Makroskopische Ansicht eines Krukenberg-Tumors

Der Krukenberg-Tumor (Fibrosarcoma ovarii mucocellulare carcinomatodes) wurde nach seinem Erstbeschreiber Friedrich Ernst Krukenberg (1871–1946) benannt. Dieser Tumor stellt eine besondere Form der Ovarialmetastasen dar. 10 bis 15 % der Malignome des Ovars sind Metastasen. Der Krukenberg-Tumor bezeichnet eine oft bilaterale, kavitäre Metastasierung (Abtropfmetastasierung im Peritonealraum) eines Siegelringzellkarzinoms der Magenschleimhaut. Histologisch zeigt sich ein typisches Bild mit schleimbildenden Siegelringzellen. Das Ovarialstroma proliferiert stark und die Zellen vermehren sich.
In einzelnen Fällen können Hyperöstrogenismus oder Virilisierung folgen.